# Rue de la Ferme (Bruxelles)
Pour les articles homonymes, voir Rue de la Ferme.

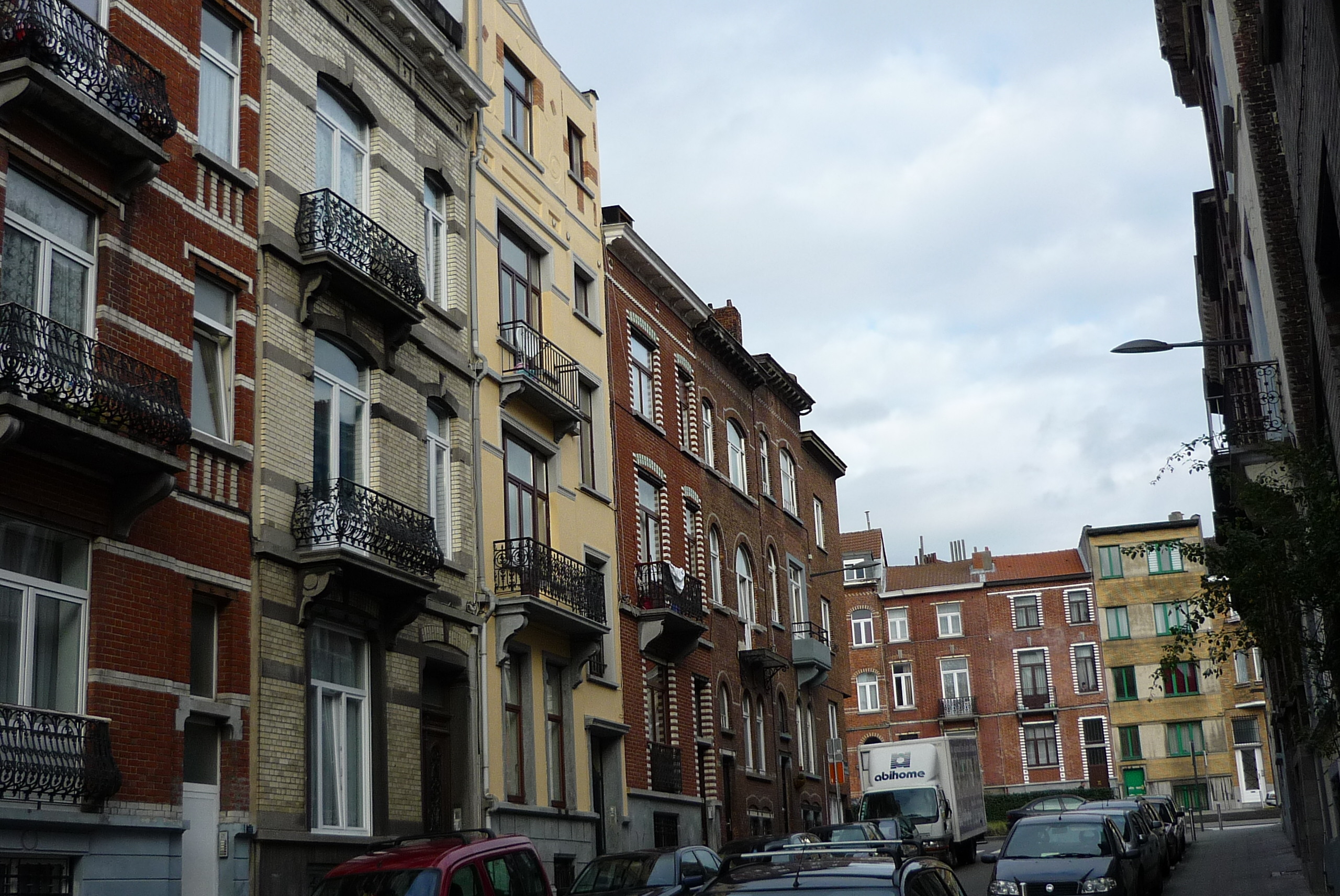
La rue de la Ferme à Saint-Josse-ten-Noode (Bruxelles). Maisons numéro 117, 119, 121, 123, 125 et 127 (de gauche à droite)

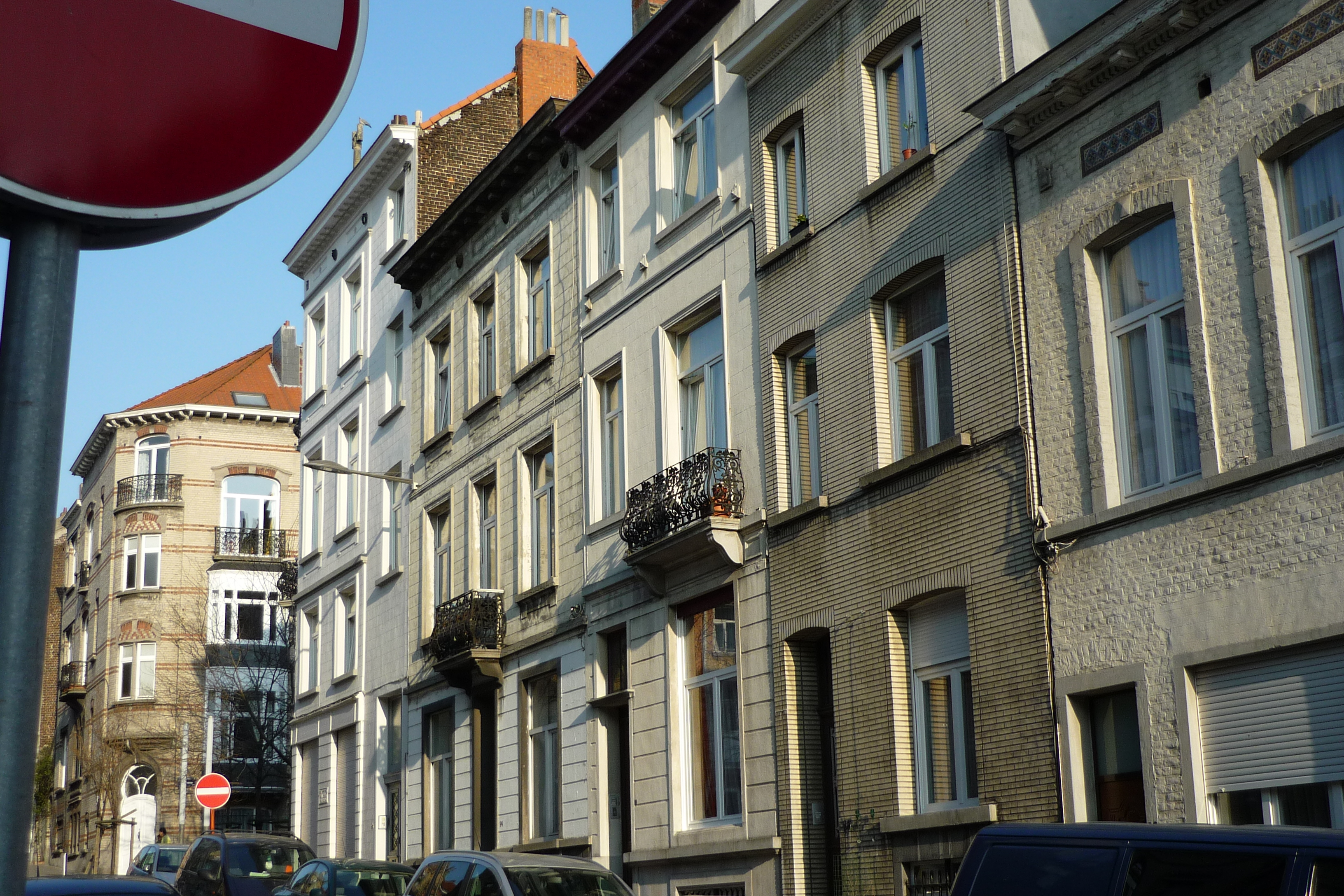
La rue de la Ferme à Saint-Josse-ten-Noode (Bruxelles). Maisons numéro 96 (coin), 94, 92, 90, 88 (de gauche à droite).

La rue de la Ferme, (en néerlandais, jadis Pachthoevestraat, actuellement Hoevestraat), située à Bruxelles, commune de Saint-Josse-ten-Noode, est une rue qui commence rue Saint-Josse et qui monte en pente douce jusqu'au boulevard des Quatre Journées.
Le côté impair commence au numéro 1 et se termine au numéro 127. Le côté pair commence au numéro 2 et se termine au numéro 116.

## Personnalités ayant habité cette rue
- Firmin Verhevick, artiste peintre, habitait le 121.
- le Docteur André Hougardy, membre du Comité belge pour l'investigation scientifique des phénomènes réputés paranormaux, habitait le numéro 72.